# IEEE 802
IEEE 802는 근거리 통신망과 도시권 통신망을 관할하는 전기 전자 기술자 협회(IEEE) 표준 규칙들의 계열을 말한다.
구체적으로 말해, IEEE 802 표준은 가변 크기 패킷을 전달하는 네트워크에 제한되어 있다. (이와 반대로 셀 릴레이 망에서 데이터는 '셀'이라 불리는 짧고 통일성 있는 크기의 단위로 전송된다)
IEEE 802 계열의 표준들은 LAN/MAN 표준 위원회(IEEE 802 LAN/MAN Standards Committee, LMSC)에 의해 유지보수되고 있다.

## 워킹 그룹
1. IEEE 802.1
  1. 802.1D – 신장 트리 프로토콜
  2. 802.1Q – 가상 근거리 통신망 (VLAN)
  3. 802.1aq - 최단 경로 브리징(Shortest Path Bridging)
2. IEEE 802.2 (활동 안 함)
3. IEEE 802.3
4. IEEE 802.4 (해산)
5. IEEE 802.5 (활동 안 함)
6. IEEE 802.6 (해산)
7. IEEE 802.7 (해산)
8. IEEE 802.8 (해산)
9. IEEE 802.9 (해산)
10. IEEE 802.10 (해산)
11. IEEE 802.11 a/b/g/n/ac/ad/ax
12. IEEE 802.12 (해산)
13. IEEE 802.13
14. IEEE 802.14 (해산)
15. IEEE 802.15
16. IEEE 802.15.1
17. IEEE 802.15.2
18. IEEE 802.15.3
19. IEEE 802.15.4
20. IEEE 802.15.5
21. IEEE 802.16
22. IEEE 802.16.1
23. IEEE 802.17
24. IEEE 802.18 Radio Regulatory Technical Advisory Group
25. IEEE 802.19
26. IEEE 802.20
27. IEEE 802.21
28. IEEE 802.22
29. IEEE 802.23
30. IEEE 802.24 (신규, 2012년 11월)
31. IEEE 802.25 (미승인)